# チャルーパ
チャルーパ (スペイン語発音: [tʃaˈlupa])はメキシコ料理の一つ。トウモロコシで作った生地（マサ）を船の形に成形して揚げ、肉や豆などの具材を詰める。首都メキシコシティの他、メヒコ州、プエブラ州、トラスカラ州など中南部諸州の料理とされるが、メキシコ全土で食べられ、地域毎にさまざまな変種がある。
チャルーパはまず薄いマサ生地を型の上で押し広げ、船に似た形状に成形する。これをパリパリに揚げ、浅く窪んだ皮を作る。チャルーパの名は、この窪みのある形状がソチミルコで沼地の中の農地を行き来するために用いられていたチャルーパという名の船に似ていることに由来する。この窪みに肉や野菜を詰め、サルサで味付けして出来上がる。
プエブラ州のチョルーラに見られる伝統的なチャルーパは、サルサ、チーズ、刻んだレタスだけで作る。メキシコの他地域ではさらにチョリソ、豚肉、細かく刻んだ鶏肉、豆ペーストなどを加える。メキシコ国内にとどまらず、隣国アメリカのメキシコ風レストランでもチャルーパを出すところがあり、代表的な例としてタコベルが挙げられる。ただしタコベルのチャルーパは小麦で作った厚い生地を揚げ、牛挽肉、サワークリーム、チーズ、サルサ、刻んだレタスなどを詰めたもので、メキシコのものとは味も形も異なる。どちらかというとタコスに似ている。